# Bengt Reuterskiöld
Bengt Reuterskiöld, född den 23 december 1893 i Filipstad, död den 1 maj 1966 i Anderslövs församling, var en svensk militär. Han var son till Axel Reuterskiöld. 
Reuterskiöld blev underlöjtnant vid Livregementets dragoner 1914, löjtnant där 1918, kapten vid generalstaben 1926, ryttmästare vid Livregementet till häst 1933, major där 1936, vid generalstabskåren 1937, överstelöjtnant där 1938 och vid Skånska kavalleriregementet 1941. Han befordrades till överste i armén 1942. Reuterskiöld var befälhavare i Helsingborgs försvarsområde 1942–1946 och i Uddevalla försvarsområde 1946–1950. Han blev riddare av Svärdsorden 1935 och kommendör av andra klassen av samma orden 1947.